# 审计风暴
审计风暴是指中华人民共和国审计署2003年以来公开向公众曝光审计案件，从而引发的震动。
2003年6月，审计署审计长李金华向全国人民代表大会常务委员会作2002年度的审计报告，措辞十分强烈的批评了很多部委的违规现象，同日，该审计报告张贴到了审计署的官方网站，这是第一次公开向社会公开审计报告。媒体对此反应强烈，将其称之为“审计风暴”。
“审计风暴”一词被北京语言大学、中国新闻技术工作者联合会、中国中文信息学会评选为2004年春夏季主流媒体十大流行语之一，并被新华社评为2004年中国国内十大新闻之一。李金华也被中国中央电视台评为2004年十大经济人物之一，被《南方周末》评为2004年度十大人物之一。
审计风暴一词被媒体用来形容中国审计署的行动是在2003年，但后来李金华在一次谈话中，认为1999年审计署向全国人大常委会所作的审计报告才是第1次审计风暴，2003年是第2次。